# Unescoceratops
Unescoceratops („rohatá tvář z UNESCO“) byl rod menšího ptakopánvého býložravce z čeledi Leptoceratopsidae, představující zvláštní vývojovou linii rohatých dinosaurů. 

## Popis
Holotyp nese označení TMP 95.12.6 a představuje částečně dochovanou levou čelistní kost. Zkamenělina byla objevena na území rezervace Writing-on-Stone Provincial Park v kanadské Albertě, geologické stáří činí 76,5-75 milionů let (souvrství Dinosaur Provincial Park, stupeň kampán). Zvláštní morfologie dochovaných zubů přiměla vědce stanovit nový rod a druh dinosaura. Unescoceratops patřil mezi vývojově nejvyspělejší leptoceratopidy. Byl formálně popsán počátkem roku 2012, kdy vyšla i příslušná vědecká publikace.